# معركة موزاكي
معركة موزاكي(بالإنجليزية: Battle of Mouzaki)‏ هي معركة وقعت في 4 مايو 1878 بين قوات الدولة العثمانية ومتمردين يونان في تساليا بدعم من الجيش اليوناني وهي واحدة من أهم احداث الثوارات اليونانية على الحكم العثماني في تساليا وابيروس حيث تزامنه هذه الاضطرابات مع احداث الحرب العثمانية الروسية (1877-1878).